# Kowale Oleckie (stacja kolejowa)
Kowale Oleckie – nieczynna stacja kolejowa w Kowalach Oleckich, w województwie warmińsko-mazurskim, w Polsce. Znajdują się tu 2 perony.